# Центуріатні коміції

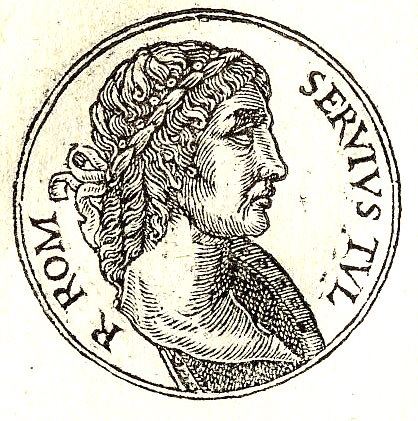
Портрет Сервія Туллія

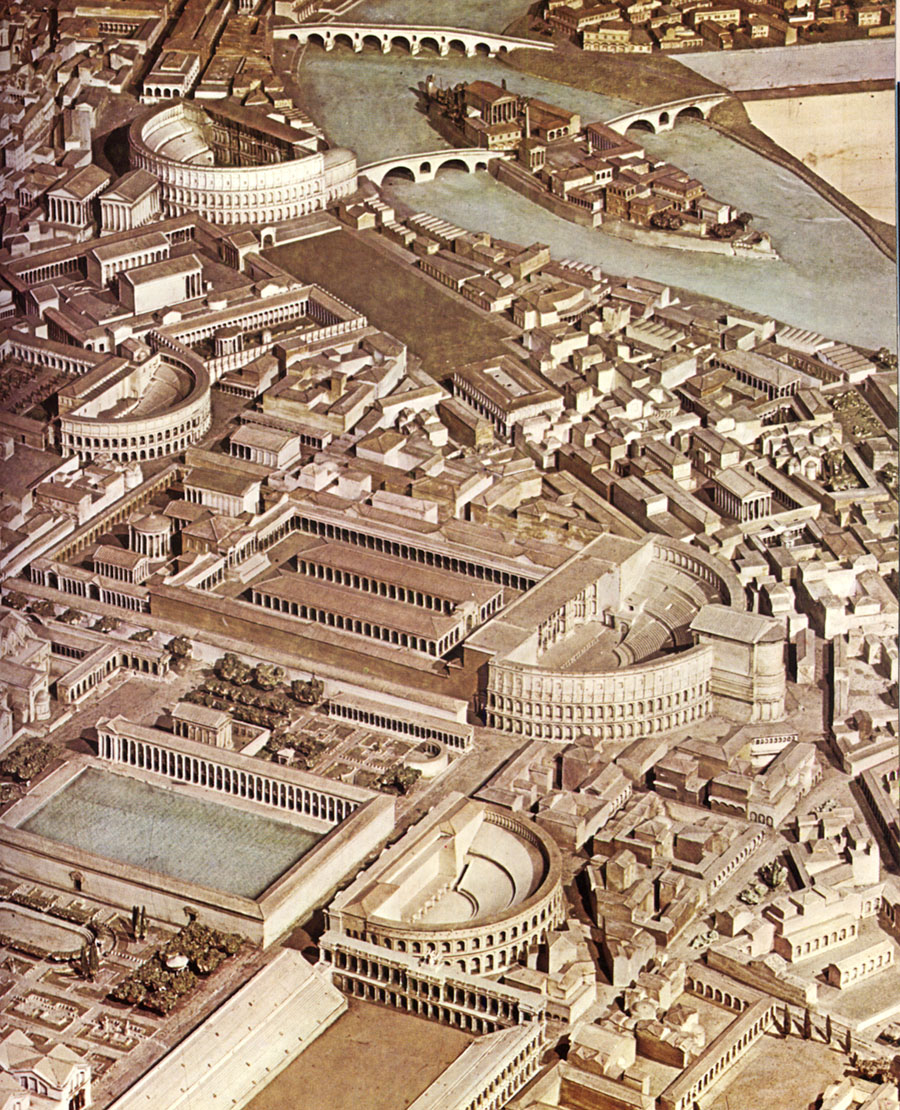
Макет-реконструкція Марсового поля станом на 300 рік н. е.

Центуріатні коміції (лат. Comitia centuriata) — один з видів народних зборів в Стародавньому Римі, що складався з патриціїв та плебеїв, здатних носити зброю. Збори розподілялися за принципом майнового цензу. За переказами були засновані передостаннім римським царем Сервієм Туллієм. За функціями вони витіснили куріатні коміції.

## Структура
У центуріатних коміціях брали участь громадяни, що пройшли ценз та належали до однієї з центурій. Спочатку ценз враховував у себе володіння нерухомим майном та народження вільною людиною. В кінці 
IV століття до н. е. на коміції почали пускати вільновідпущеників. З III століття до н. е. майновий ценз враховував не тільки нерухоме, а й рухоме майно. З того часу коміції перестали бути зібранням землевласників, до них були допущені ремісники та торговці.
Римський народ був розділений на вершників та піхоту. Остання поділялася на п'ять класів за майновим цензом. Згідно Діонісію Галікарнаському існував і шостий клас, до якого входили люди, що не пройшли майновий ценз п'ятого класу. Такі люди не мали права брати участь у коміціях. Від класу залежав тип служби у армії та яку збою потрібно було використовувати. Класи поділялися на центурії, вони бували старші та молодші. До молодших центурій входили чоловіки з віком 17-45 років, до старших чоловіки 45-60 років, які складали резерв. Згідно Тіту Лівію, цар Сервій Туллій поділив римлян на 194 центурії. Діонісій приводить інше число — 193.
Припускається, що чисельність центурій не була однаковою. Так до центурій першого класу входило менше ста людей, а менш престижні центурії містили набагато більше членів. 
Кожна Центурія мала один голос в коміції, тому загальна кількість голосів дорівнювала кількості центурій. Першими голосували 18 центурій вершників, потім 80 центурій першого класу. Якщо ці центурії голосували однаково, то питання вже вважалося вирішеним і подальше голосування вже не проводилося.
Положення встановлене Сервієм Туллієм зберігалося до часу соціальних змін у Римській республіці. Коли плебеї стали отримувати все більше прав то виникла необхідність змінити структуру Центуріатних коміцій. Становище, коли вершники та центурії першого класу мали перевагу над іншими класами вже не могло зберігатися. Античні автори не повідомляють коли саме відбулися зміни. На думку дослідників, вони відбулися або у 304 році до н. е. під час цензури Квінта Фабія Максима Рулліана та Публія Деція Муса або у 220 році до н. е. під час цензури Гая Фламінія.
На думку дослідника Івана Сергеєва, під час реформи громадяни розділялися не тільки за центуріями, але і за трибами. На той момент існувало 35 триб. Мешканці кожної триби поділялися на п'ять класів. Кожний клас формував дві центурії, старшу та молодшу. Тепер кожний клас мав рівну кількість центурій — 70. Всього виходило 350 центурій від піхоти всіх класів. До них долучатися 18 центурій вершників, 2 центурії військових майстрів, 2 центурії музик та додаткова центурія пролетаріїв. Туди входили громадяни, які не подолали майновий ценз у 12,500 асів. Загальна кількість центурій тепер становила 373. Зміни торкнулися і центурій вершників, вони також поділялися на триби і тепер вони голосували разом з першим класом. Фактично центурії вершників були включені до складу першого класу.
Луцій Корнелій Сулла під час своєї диктатури повернув дореформену організацію центурій. Однак, ця зміна була невдовзі скасована.
За свідченнями Авла Геллія, громадян на центуріатні коміції скликали  горном. Цим вони відрізнялися від куріатних коміцій, на яких учасників запрошували особисто ліктори.
На центуріатних коміціях головував той магістрат, який приймав рішення про їх скликання. Зазвичай це були консули, у разі їх відсутності у місті це могли бути претори. Коміції де вперше обирали консулів, скликав префект міста. У разі коли коміції скликалися лише для судових справ, то там могли головувати і нижчі магістрати зі згоди консулів.

## Основні функції
На центуріатних коміціях проходили вибори вищих магістратів республіки: консулів, преторів, військових трибунів з консульською владою, цензорів та децемвирів. Всі ці обрання повинні були бути затверджені сенатом за допомогою особливого акту — лат. Patrum auctoritas. Після прийняття Закону Менія у 287 році до н. е; цей акт став суто формальним. Бо тепер сенатори заздалегідь підтримували вибір народу. 
У перші роки існування Римської республіки, на центуріатних коміціях затверджували закони запропоновані магістратами. З середини V століття до н. е. право затверджувати закони отримали трибуні коміції та плебейські консиліуми. З часом центуріатні коміції втратили своє значення як законодавчий орган. Однак, вони залишили монополію на затвердження закону про наділення повноваженями цензорів, так званий лат. Lex de potestate censoria. 
На центуріатних коміціях також розглядалися найбільш важливі судові справи. Тільки на зазначених коміціях можливо було розглядати злочини проти держави, справи про державну зраду, про образу величі римського народу та всі справи, які зачіпали життя римського громадянина. Також центуріатні коміції були вищим апеляційним судом, на якому кожний громадянин, несправедливо звинувачений магістратом, мав право апелювати до коміцій. Судові рішення центуріатних коміцій не можливо було скасувати, однак народні трибуни мали право їх призупиняти. Після того як Луцій Корнелій Сулла запровадив судові комісії, то кримінальні справи стали розглядатися саме на них. Також центуріатні коміції не розглядали апеляції на найбільш сурове покарання, яке могла винести судова комісія — вигнання.
Від куріатних коміцій до центуріатних перейшло право оголошувати війну. Питання чи займалися центуріатні коміції укладенням миру у сучасній науці дискусійне. Так дослідник Іван Сергеєв вважає, що коміції не скликали для укладення миру, вистачало постанови сенату.
Так як центуріатні коміції були зборами воїнів, то, за законом, вони не могли збиратися в самому місті Римі і збиралися поза священної межі міста (померія), на  Марсовому полі . Протягом зборів на Капітолії майорів червоний бойовий прапор. Скликати центуріатні коміції могли лише вищі  магістрати, що володіли імперієм:  консули, претори,  диктатори, інтеррекси.
До закону Гортензія 287 р. до н. е. через центуріатні коміції проходило більшість законів. Після цієї дати цим правом наділялися також трибунатні коміції. Проте навіть тоді повноваження центуріатних коміцій залишалися досить широкими. Вони оголошували війну і укладали мир. У центуріях вибирали всіх вищих магістратів. Також до закону Луція Аппулея Сатурніна (Lex Appuleia de majestate) були основним органом у справах про державну зраду.